# VEGFR1
VEGFR1‏ (Fms related tyrosine kinase 1) هوَ بروتين يُشَفر بواسطة جين VEGFR1 في الإنسان.